# 土田玲央
土田玲央（日语：／ Tsuchida Reo，1月6日—），日本男性配音員。出身於北海道北見市。81 Produce所屬。本名、舊藝名：圡田 玲央（日文讀音相同）。

## 簡歷
土田玲央說自己小時候學習和運動都不擅長。他從小就喜歡動畫，但當時的環境讓他很難看動畫。因為年紀小，租不到任何設備，所以他想「有沒有類似的東西？」，於是買了一本漫畫，錄了自己朗讀的聲音。他說，聽著聲音，感覺就像在看漫畫、看動畫一樣。雖然討厭自己的聲音，但透過模仿動畫中帥氣的角色，他對用聲音演戲產生了興趣，並開始考慮以此為職業，最終對配音員產生了興趣。
他畢業於北海道北見工業高等學校。學校法人東放學園、專門學校東京廣播學院出身。2012年，榮獲第6屆81 audition優秀獎，並榮獲小學館獎、BS11獎、文化放送獎。
2022年12月30日，他宣佈與圈外人士結婚。

## 人物
興趣、特長：視覺體現。
他尊敬的配音員是藤原啓治。
他是三個兄弟姊妹中的老大和老么，他說他的兩個姊姊都是優秀的學生。他的父親是一名教師，母親曾擔任家長教師會主席。

## 演出
粗體字表示主要角色。

### 電視動畫
2014年
- 蠟筆小新（男性C）

2015年
- 終物語（班上同學）
- 見習神仙精靈（山田、少年）
- 境界之輪迴（男子C、考生幽靈D）
- Go！Princess 光之美少女（男學生）
- 不起眼女主角培育法（男學生B）
- 那就是聲優！（玲二[9]、光電波局混合器操作員）
- 偵探小隊KZ事件簿（男中學生4、不良4）

2016年
- 宇宙巡警露露子（學生星人）
- orange橘色奇蹟（男學生）
- 機動戰士鋼彈 鐵血的孤兒（鐵華團團員）
- Classica Loid（人群）
- 為美好的世界獻上祝福！（2016年—2024年，村民D、泰勒）3系列[系列 1]
- 齊木楠雄的災難（2016年—2018年，會員、男學生C）2系列[系列 2]
- 神裝少女小纏（施主）
- 超心動！文藝復興（男學生）

2017年
- 秋葉原之旅 -THE ANIMATION-（製作人）
- 數碼暴龍App世代（天氣龍獸）
- 未來卡片 戰鬥夥伴X（中學生A）
- 小魔女學園（2017年—2019年，學生）2系列[系列 3]
- 不正經的魔術講師與禁忌教典（迦雷爾＝馬爾德斯）
- 從零開始的魔法書（旅館人員）
- 高校星歌劇（學生）
- 偶像時間星光樂園（2017年—2018年，高瀨今宵[10]、風紀委員、雪男〈女〉）
- 18if（冰室）
- 梵諦岡奇蹟調查官（弗雷德）
- 多美卡超級救援 DRIVE HEAD 機動救急警察（所員）
- 戰鬥陀螺Burst God（約瑟）
- 將國戡亂記（親兵D、薩洛蒙）
- 舞動青春（觀眾A）
- ROBOMASTERS THE ANIMATED SERIES（宋）
- 無論何時我們的戀情都是10厘米。（三村）
- 龍族拼圖X（領地龍喚士）
- 動畫同好會（棒球社社員）
- URAHARA（挖坑星人）

2018年
- 廢柴王子 ANIME CARAVAN（日语：DAME×PRINCE）（親衛隊3、追隨者B）
- 愛吃拉麵的小泉同學（輕浮男子B）
- 巡航怪獸（日语：シャキーン!#アニメコーナー）（聖人）
- 偶像活動Friends！（工作人員）
- 藍海少女！ ～Advance～（男子）
- 棒球大聯盟2nd（2018年—2020年，風林中學棒球社社員A、世古）2系列[系列 4]
- 足球小將翼 (2018年版)（2018年—2019年，川上守道、相澤浩太、高柳康平、本田進、真田信次、林龍也、相本信夫、山室修一、野田真二、成田國明、川邊勝治）
- 阿宅的戀愛太難（職場同僚）
- 音樂少女（親衛隊）
- 高分少女（觀眾B）
- Double Decker！刑事雙雄（男公關A）
- 卡片鬥爭!! 先導者 (2018年版)（2018年—2019年，學生C、粉絲）2系列[系列 5]
- 逆轉裁判 ～對這個「真相」，有異議！～（警官A）

2019年
- 琴之森（安章羽）
- 我們真的學不來！（男子C）
- 女高中生的虛度日常（帥哥、勇氣）
- 偶像夢幻祭（朱櫻司[11]）
- 波吉!! 發明 閃亮模力小天才（電視主持人）
- 名偵探柯南（村民）
- 星合之空（男學生）
- 籃球少年王（2019年—2020年，中學生、男學生、大榮球員）
- 星光頻道（2019年—2020年，五月女雷恩、阿爾瑪）

2020年
- 達爾文遊戲（EIGHTH成員）
- 掠奪者（達比的部下、顧客、軍人、學生、士兵 等）
- 歌舞伎町夏洛克（小幡）
- 輝夜姬想讓人告白？～天才們的戀愛頭腦戰～（男學生、團員）
- 魔法水果籃 (2019年版)（男學生）
- 我立於百萬生命之上（男學生、四谷B、翼）
- 池袋西口公園（尾崎京一[12]）
- IDOLiSH7 Second BEAT！（工作人員）

2021年
- Skate-Leading☆Stars（望月曉光[13]）
- 王之逆襲 意志的繼承者（日语：キングスレイド）（海爾穆特）
- IDOLY PRIDE（演唱會主持人B）
- 回復術士的重啟人生（卡爾曼）
- 約定的夢幻島（警備鬼）
- 東京復仇者（白衣人）
- 我們的重製人生
- 月光下的異世界之旅（馬科姆）
- 前輩有夠煩（風間蒼太[14]）
- 異世界食堂2（特里）

2022年
- 女性向遊戲世界對路人角色很不友好（雷蒙）
- 青之蘆葦（久留米GK）
- 聖劍傳說 Legend of Mana -The Teardrop Crystal-（托納）
- 夫婦以上，戀人未滿。（竹下）
- 我想成為影之強者！（學生）

2023年
- 大雪海的卡納（亞特蘭德士兵、德尼格、瓦爾基亞士兵、瓦爾基亞搬運工）
- 藍色管弦樂（男學生）
- 偶像大師 灰姑娘女孩 U149（攝影師）
- 帶著智慧型手機闖蕩異世界。2（皇太子）
- 忍者亂太郎（忍蛋）
- 屍體如山的死亡遊戲（警部、西田）2系列[系列 6]
- 為美好的世界獻上祝爆焰！（羅德、冒險者）
- 黑暗集會（池明）
- 七魔劍支配天下（學生B）
- 戰鬥陀螺 X（2023年—2025年，少年、小孩、珠羅雷克斯）
- 川越男子歌唱團（2023年—2024年，矢澤廣志[15]）
- 聖女魔力無所不能（騎士）

2024年
- 戰國妖狐（小孩）
- HIGH CARD 至高之牌（刑警）
- 丸少爺（椅子物怪、紋四郎）
- 吸血鬼男子宿舍（老鼠前輩）
- 神明渴求著遊戲。（埃茲萊茲）
- 前輩是偽娘（社團成員）
- 再見龍生，你好人生（阿爾伯特）
- 青春之箱（2024年—2025年，社團成員）

2025年
- 魔農傳記 FARMAGIA（日语：FARMAGIA）（雷[16]）
- 這間公司有我喜歡的人（染井惠介[17]）
- 受到猩猩之神庇佑的大小姐受到王立騎士團寵愛（考生、基斯、從騎士、騎士團員）
- 外星人沐沐（日语：宇宙人ムームー）（花月園子的跟班）
- 為丑女獻上花束（木村俊之）
- 黑化吧！聖女大人（路易斯·里斯頓[18]）

### 電影動畫
- 劇場版 星光樂園&星光頻道 ～閃耀紀念LIVE～（2018年，高瀨今宵）
- 我想吃掉你的胰臟（2018年，不良1）
- 幼女戰記（2019年，士兵）
- Code Geass 復活的魯路修（2019年，士兵）
- 劇場版 煙囪小鎮的普佩（2020年，鎮民）
- 復興應援 政宗的伊達編年史 合體版+（日语：政宗ダテニクル）（2021年，16代伊達輝宗[19]）
- 偶像夢幻祭!! -Road to Show!!-（2022年，布庫斯塔 The WORLD、朱櫻司）
- 大雪海的卡納（2023年）
- BLOODY ESCAPE -地獄の逃走劇-（2024年，不滅騎士團員）
- KING OF PRISM-Your Endless Call -大家一起閃耀吧！稜鏡☆之旅（2025年，高瀨今宵[20]）

### OVA
- 美男高校地球防衛部LOVE！LOVE！LOVE！（2017年，後輩）

### 網路動畫
2010年代
- S&B食品（日语：エスビー食品） 小菜學園（2015年）
- 怪物彈珠（2017年，高中生）
- 異世界居酒屋 ～古都阿伊特力亞的居酒屋阿信～（2018年，提歐、年輕人、凱）
- （2018年，小黑）
- 當中輟勞工遇上大小姐時（日语：中卒労働者から始める高校生活）（2018年，五十嵐遼介、社長[21]）
- 齊木楠雄的災難 再啟動篇（2019年，男學生B）
- （2019年—，奶油[22]）

2020年代
- 食王者（日语：タベオウジャ）（2020年，Pepper Ripper[23]）
- IDOL LAND 星光樂園（2021年—2022年，高瀨今宵）
- （2022年，男、電台DJ）
- （2022年，公平，並擔任原案、編劇、聲音編輯）
- 多美卡英雄 JOB REBAR 特裝合體機器人（日语：トミカヒーローズ ジョブレイバー 特装合体ロボ）（2023年，CA Job Lloyd 結緣[24]）
- 變形金剛WILD KING（2025年）

### 遊戲
2015年
- 偶像夢幻祭（2015年—2020年，朱櫻司[25]）
- 放學後教師們的秘密（田石聖德）
- 手機情人夢（大澤高太郎）

2016年
- SOUL REVERSE ZERO（日语：ソウルリバース）（貝特朗、張飛、夏侯惇、夏侯淵）

2017年
- 在異世界開咖啡廳。（日语：異世界でカフェを開店しました。）（朗帝斯·薩凡[26]）
- 逆轉奧賽羅尼亞（日语：逆転オセロニア）（張飛）
- Grand Summoners（魔裝終機埃德拉姆）
- 偶像時間星光樂園（高瀨今宵）

2018年
- SOUL REVERSE（日语：ソウルリバース）（難行的穿越者、豪毅勇敢的英雄赫拉克勒斯）
- 黎明之歌（克瑞斯、柳康、馬基里）
- 碧藍幻想（珈琲農園經營者）
- 足球小將翼ZERO ～夢幻射門！～（日语：キャプテン翼 (ゲーム)#GMO）（川上守道[27]、真田信次）

2019年
- 干支男友 ～十二支漏掉貓的理由～（小助）
- 南無阿彌陀佛！ -蓮台 UTENA-（真達羅大將、大威德明王）
- StellaVis（九）[28]）
- 英雄樂園Hero's Park（東條春）
- 噬血代碼（主角（男性））
- MISTOVER（海因里希[29][30]）
- 劇場推理 人狼狂（サジタリオ）
- 決鬥大師 PLAY'S（2019年—2020年，藍色風暴之精靈巴魯基亞、淨化之精靈烏魯斯、黑暗潛伏者蝙蝠醫生、紅神龍奧格里斯特瓦爾）

2020年
- 偶像夢幻祭!! Basic／Music（2020年—2024年，朱櫻司[31]）2作品
- 命運之子（凱因）
- 百華繚亂戰國之星（白河結弦）
- 足球小將翼 新秀崛起（日语：キャプテン翼 (ゲーム)）（真田信次、山田淳二、林龍也、吉田孝治、相本信夫、小野義治 等）
- 食王者（日语：タベオウジャ）（Pepper Ripper、卡琳將軍、薩貝·盧王子、哈里德里希三世、蝦鯊、阿特瑪格龍、巧克力薄荷Uny）
- 超異域公主連結☆Re:Dive（威爾）

2021年
- 輕鬆召喚☆怪物籃子！（春曉蘇珊娜、獅子舞赫拉克勒斯、衝浪聖誕老人）
- Final Fantasy勇氣啟示錄：幻影戰爭（拉梅加）

2022年
- （齋宮粹克勞迪婭）
- 聖火降魔錄 英雄雲集（馬蒂斯[32]、亞瑟）
- 怪物彈珠（提爾鋒[33]）
- 惡狼遊戲ANOTHER（神崎宗四郎[34]）

2024年
- 碧藍幻想Relink
- 機兵與龍（天下、英青[35]）
- 魔農傳記 FARMAGIA（日语：FARMAGIA）（雷[36]）

### 廣播劇CD
- 魔法×少年×Days!!!!!（學生）
- QUELL BELIEVER -祈福-（工作人員、電視台人員、通行人）
- QUELL SQ 組合歌曲「表裏」系列『表QUELL』（工作人員）
-  頻道3 黑船（工作人員）
- 音戲之譜 ～CHRONICLE～（日语：音戯の譜〜CHRONICLE〜）（2019年—，夜雀[37]）
- （凱因[38]）
- 絕對會變成BL的世界VS絕不想變成BL的男人 1～3（綾人、涼太、智也、齊藤）

### BLCD
- （牧田）
- 5人之王I 前篇、篇（紅侍從、綠兵）
- （西元寺隆夫）
- KISS AND NIGHT（臣）
- （紺的友人2）
- （保健室老師）
- 2（佐合文樹）
- 11
- （ON友、攝影人員、醫生[39]）
- （赤城志朗[40]
- 佐佐木與宮野
- 少年的境界（マコ）
- （生島征史郎）
- （宅間）
- （光希的班上同學）
- （朝野拓人）
- 上、下（恒生）

### 廣播劇
- 私立學園亞波尼亞奇譚（2015年，NHK-FM）
- 青春冒險（日语：青春アドベンチャー） 克拉弗特（2016年，NHK FM）

### 外語配音

#### 電視影集
- 人生中最霉好的週末（2018年，亞爾古·安德羅普利斯〈Cole Sand（英语：Cole Sand）〉)

#### 電視節目
- 殺手麥克：小心慎入（英语：Trigger Warning with Killer Mike）（2019年，肖恩、音樂家、馬里奧、男主播2、Polish）

#### 動畫
- 無敵安樂窩：節日限定（2017年）
- 悠猴衝鋒救援（英语：YooHoo to the Rescue）（2019年，鴨嘴獸）
- 命運拳台（日语：RINGING FATE）（2025年，伊桑）

### 數位漫畫
- 戀愛之館（日语：恋するメゾン）（2018年，白鳥禮音）
- （2019年，電視播報員[41]）
- 富有警官CASH！（日语：リッチ警官 キャッシュ!）（2020年，波馬先生[42]）
- （2021年，田中優也）
- 超能力學園（2022年，辰美俊星）
- （2022年，四谷勝[43]
- 我那無法自拔的初戀（2022年，山根）[44]
- 主人戀愛日記（2023年，辻村樹[45]）
- （2023年，弓月）[46]
- 盛夏疑情（2023年，蓬萊崇文）[47]

### 廣播節目
- 81下克上廣播 Ole！玲央（2012年）
- MF文庫J電台A Live!!（日语：MF文庫Jラジオあらいぶ!!）（2014年—2015年）—節目助理
- 小林大紀、土田玲央的Twee Talk（日语：小林大紀・土田玲央のツイートーク）（2017年—）
- 星光樂園電台（2019年）

### 電視節目
※記號表示網路電視。
- （2016年，AT-X）
- 日立 發現世界不可思議的地方！（日语：日立 世界・ふしぎ発見!）（2017年，旁白）
- 星光樂園、星光頻道特別節目（2019年，TSUTAYA TV）※[48]
- （2019年，TOKYO MX[49][50][51][52]）
- （2021年1月—3月，TOKYO MX）—飾 妄想亭上利
- 淺沼晉太郎、土田玲央『不可思議堂【黑猫】』（2021年—，niconico頻道）※
- 土田玲央不玩遊戲！（2021年—，OPENREC.tv（日语：OPENREC））※[53]）
- 文學巨匠隨想曲（2022年2月—，ANIMAX Premium VOD）—第三彈 太宰治「人間失格」 ※
- 北海道百年城市故事「札幌、函館、小樽」（2022年8月，NHK［綜合］北海道地區）
- 北海道百年城市故事「旭川、室蘭、釧路」（2022年9月，NHK［綜合］北海道地區）
- 如果配音員去神戶 2022冬（2022年12月，大阪電視台[54]）

### 有聲書
- REcycleKiDs（2018年，修平）[55]
- 1～2（2019年—2022年，飛鳥翔星）[56][57]
- 【新譯】跑吧！美樂斯 等四篇（日语：【新釈】走れメロス 他四篇）（2019年，齋藤秀太郎）[58]
- （2020年，一河紺、瀬川凛汰[59]）
- （2020年，維克多·弗蘭克 等[60]）
- 1～5（2020年—2022年，黑乃黑人[61][62][63][64][65]）
- 同棲生活（2020年，伊原直輝[66]）

### 舞台
- 北見市立圖書館 配音員土田玲央對談&朗讀會（2017年）
- 弘兼憲史 有聲漫畫劇場「黃昏流星群」（2017年）
- 朗讀劇「原本以為只是手機掉了」（2018年）—飾 毒島徹
- 朗讀劇「偉大的蓋茨比」（2019年）—飾 尼克
- 朗讀劇「草枕（日语：草枕）」（2019年）—飾 大徹和尚 等
- 朗讀劇「心」（2019年）—飾 K
- 朗讀劇「悲慘世界」（2019年）—飾 馬流士
- 朗讀劇「原本以為只是手機掉了：被囚禁的殺人魔（日语：スマホを落としただけなのに 囚われの殺人鬼）」（2020年）—飾 浦井光治
- 朗讀劇「咆哮山莊」（2020年）—飾 欣德利、亨德雷、海爾頓
- 舞台「WITH by IdolTimePripara」（2020年）—飾 高瀨今宵[67]
- 朗讀劇「原本以為只是手機掉了：戰慄大都會」（2021年）—飾 瀧嶋慎一、桐野良一
- READPIA 朗讀劇「讓我們在單色的天空中創造一道彩虹」第四夜（2021年）—飾 拓海[68]
- 國民共濟合作會館／SPACE ZERO提攜公演 bpm本公演「Bon Appetit！」（2021年）—飾 平野
- THE ROUDOKU ～令和·人間椅子、第二十六夜朝聖～（2021年）
- 朗讀劇「悲慘世界」（2021年）—飾 馬流士
- 舞台「DANPRI STAGE -idleland of the dead-」（2022年）—飾 高瀨今宵[69]
- 朗讀劇「用音樂代替陽光。」（2022年5月12日、16日，博品館劇場）—飾 特洛伊、三雲[70]
- 朗讀劇「如果這世界貓消失了」（2022年6月18日、19日、30日，1010劇場（日语：シアター1010））—飾 惡魔、親友、貓（捲心菜）[71]
- （2022年）[72]
- 音樂朗讀劇「Vermeer Blue」（2022年）—飾 傑克 等
- 朗讀劇幽玄朗讀舞「SEIMEI ～來自道成寺傳說～」（2022年）—飾 藤原和人
- 朗讀劇「晴天後的四季社（日语：晴れのち四季部）」（2023年4月9日[73]）
- 朗讀劇「道林·格雷的畫像」（2023年5月4日，TOKYO FM HALL（日语：TOKYO FM HALL））
- 朗讀劇「巴黎新文藝復興」（2024年7月28日，博品館劇場）[74]
- 江戶川亂步名作朗讀劇「少年偵探團」（2024年9月7日，紀伊國屋南方劇場 高島屋（日语：紀伊國屋サザンシアター TAKASHIMAYA））—飾 怪人二十面相 等[75][76]
- SF空想科學朗讀劇「世界大戰」（2025年1月12日，I'M A SHOW）[77]
- 音樂朗讀劇「蒙面人」 ～來自大仲馬「達塔尼安的故事」～（2025年3月9日，博品館劇場）—飾 達塔尼安[78][79]
- 朗讀劇「天上的彩虹」壬申之亂篇（2025年7月27日〈預定〉，OWLSPOT（日语：豊島区立舞台芸術交流センター））—飾 大友皇子[80]

### 特攝影集
- 假面騎士GOTCHARD（2024年，消除擦的聲音、瞬移翼龍的聲音、無齒翼龍瑪魯加姆的聲音）

### 其它
- 週刊漫畫電視TV 聲優一年級（伊勢一海）
- 城市漫步解謎系列 in 橫濱 伊芙的偵探故事「新娘失蹤事件」（2017年，岡野幸太）
- 星之戀人～星之戀人與夜空的回憶～（2017年，隆志）
- 真實解謎遊戲 in 丸之內「東京時間之門」}}（2017年，玉帶）
- （2019年，旁白）
- 天文館動畫（2019年—，爸爸）
- （2019年—，旁白）
- （2020年—，有聲劇場）—九代家重
- 資源能源廳 省能源攜帶式網站「節能戰國武將 織田信長篇」（明智光秀）
- 資源能源廳 省能源攜帶式網站「節能戰國武將 武田信玄篇」（武田勝賴）
- 櫻花網際網路（日语：さくらインターネット）「如何製造世界上最好的機車」（DeepFlow）
- 漫才廣播劇單聲道 家電篇 里山家的家電。（2021年，冷藏庫、空氣清淨機）
- Prince Letter(s)！來自偶像（亞月明人）[81]
- 日本音樂事業者協會 肖像權活動、音事協發虛擬偶像團體「Portraits」（2021年，大鳳肖）
- 東京地鐵銀座線 日本橋站限定有聲劇「命運由下車的車站決定…日本橋站」（2021年，義則）
- VS AMBIVALENZ（2021年，太陽、速巴魯[82]）

## 音樂作品

### 角色歌曲
| 發行日期 | 商品名稱                                                                              | 歌                                           | 樂曲                                                                  | 備註                                   |
| 2015年   | 2015年                                                                                | 2015年                                       | 2015年                                                                | 2015年                                 |
| -------- | ------------------------------------------------------------------------------------- | -------------------------------------------- | --------------------------------------------------------------------- | -------------------------------------- |
| 10月28日 | 偶像夢幻祭 組合歌曲CD Vol.2 Knights                                                   | Knights                                      | 「Voice of Sword」 「Checkmate Knights」                              | 遊戲《偶像夢幻祭》相關歌曲             |
| 2016年   |                                                                                       |                                              |                                                                       |                                        |
| 10月26日 | 偶像夢幻祭 組合歌曲CD 2nd Vol.03 Knights                                              | Knights                                      | 「Silent Oath」 「Fight for Judge」                                   | 遊戲《偶像夢幻祭》相關歌曲             |
| 2017年   |                                                                                       |                                              |                                                                       |                                        |
| 8月9日   | 偶像夢幻祭 組合歌曲CD 3rd Vol.02 Knights                                              | Knights                                      | 「Article of Faith」 「Knights the Phantom Thief」                    | 遊戲《偶像夢幻祭》相關歌曲             |
| 12月6日  | 偶像時間星光樂園☆歌曲精選輯 ～再來一碗夢幻Pekoe！～                                   | WITH                                         | 「」                                                                  | 電視動畫《偶像時間星光樂園》插入歌     |
| 2018年   |                                                                                       |                                              |                                                                       |                                        |
| 5月30日  | 遊戲《偶像夢幻祭》專輯系列 Knights                                                    | Knights                                      | 「Grateful allegiance」                                               | 遊戲《偶像夢幻祭》相關歌曲             |
| 5月30日  | 遊戲《偶像夢幻祭》專輯系列 Knights                                                    | 朱櫻司（土田玲央）                           | 「With My Honesty」                                                   | 遊戲《偶像夢幻祭》相關歌曲             |
| 6月27日  | 偶像時間星光樂園☆音樂精選輯                                                           | WITH                                         | 「」                                                                  | 電視動畫《偶像時間星光樂園》插入歌     |
| 9月22日  | GAME Pripara Music Collection vol.7                                                   | WITH                                         | 「」                                                                  | 遊戲《偶像時間星光樂園》相關歌曲       |
| 9月22日  | GAME Pripara Music Collection vol.7                                                   | 高瀨今宵（土田玲央）                         | 「」                                                                  | 遊戲《偶像時間星光樂園》相關歌曲       |
| 11月28日 | 星光樂園 ULTRA MEGA MIX COLLECTION                                                    | WITH                                         | 「」                                                                  | 電視動畫《偶像時間星光樂園》相關歌曲   |
| 12月7日  | 特別活動「無論早上！還是晚上！無論何時！always WITH you!!」by 偶像時間星光樂園 特典CD | WITH                                         | 「」 「DANCE PRINCE」 「BLASTING CLAP！」 「ALWAYS WITH YOU!!!」 「」 | 電視動畫《偶像時間星光樂園》相關歌曲   |
| 2019年   |                                                                                       |                                              |                                                                       |                                        |
| 3月27日  | 音戲之譜 ～CHRONICLE～ 朱殷之獄門                                                     | 夜雀（土田玲央）                             | 「」 「」                                                             | 《音戲之譜 ～CHRONICLE～》相關歌曲     |
| 8月14日  | Stars' Ensemble！                                                                     | 夢之Dream Stars                              | 「Stars' Ensemble！」                                                 | 電視動畫《偶像夢幻祭》片頭主題曲       |
| 9月11日  | Promise！Rhythm！Paradise！                                                           | PRI-Crew Friends                             | 「Crew-Sing! Friend-Ship♡」                                           | 《偶像時間星光樂園》相關歌曲           |
| 9月25日  | 音戲之譜 ～CHRONICLE～ 2nd series 對盤篇 Fantasie Nacht/晦冥之慟哭                    | 夜雀（土田玲央）                             | 「」                                                                  | 《音戲之譜 ～CHRONICLE～ 》相關歌曲    |
| 10月23日 | ALWAYS WITH YOU!!!                                                                    | WITH                                         | 「」 「Quest Milky Way！」 「JUST NOW！」                             | 電視動畫《偶像時間星光樂園》相關歌曲   |
| 10月23日 | ALWAYS WITH YOU!!!                                                                    | 高瀨今宵（土田玲央）                         | 「SHOW ME SO SWEET RULE」                                             | 電視動畫《偶像時間星光樂園》相關歌曲   |
| 10月23日 | ALWAYS WITH YOU!!!                                                                    | 三鷹朝日（小林龍之）、高瀨今宵（土田玲央）   | 「」                                                                  | 電視動畫《偶像時間星光樂園》相關歌曲   |
| 2020年   |                                                                                       |                                              |                                                                       |                                        |
| 2月26日  | 偶像夢幻祭 片尾主題曲集 VOL.06                                                        | Knights                                      | 「Promise Swords」                                                    | 電視動畫《偶像夢幻祭》片尾主題曲       |
| 8月26日  | BRAND NEW STARS!!                                                                     | ES All Stars                                 | 「BRAND NEW STARS!!」                                                 | 遊戲《偶像夢幻祭!!》主題歌             |
| 8月26日  | BRAND NEW STARS!!                                                                     | ES All Stars                                 | 「Walk with your smile」                                              | 遊戲《偶像夢幻祭!!》相關歌曲           |
| 2021年   |                                                                                       |                                              |                                                                       |                                        |
| 2月24日  | 音戲之譜 ～CHRONICLE～ 2nd series 對盤篇 結束於這隻手                                 | 音戲之譜 ～CHRONICLE～ ALL STARS             | 「」                                                                  | 《音戲之譜 ～CHRONICLE～》相關歌曲     |
| 3月26日  | 妄想亭的主題                                                                          | 妄想亭一門                                   | 「」                                                                  | 電視節目《對我們來說理想的落語》主題歌 |
| 4月7日   | 偶像夢幻祭!! ES偶像歌曲 season1 Knights                                               | Knights                                      | 「Little Romance」 「BRAND NEW STARS!!」                              | 遊戲《偶像夢幻祭!!》相關歌曲           |
| 5月7日   | 怨嗟之牢櫃                                                                            | [ 成員 8 ]                                   | 「」                                                                  | 《音戲之譜 ～CHRONICLE～》相關歌曲     |
| 6月9日   | Prince letter(s)！來自偶像-EP                                                         | 亞月明人（土田玲央）                         | 「」                                                                  | 《Prince letter(s)！來自偶像》相關歌曲 |
| 6月23日  | FUSIONIC STARS!!                                                                      | ES All Stars                                 | 「FUSIONIC STARS!!」                                                  | 遊戲《偶像夢幻祭!!》相關歌曲           |
| 6月23日  | FUSIONIC STARS!!                                                                      | 太空共同體                                   | 「」                                                                  | 遊戲《偶像夢幻祭!!》相關歌曲           |
| 7月21日  | 花樣滑冰Stars 角色歌曲迷你專輯1                                                       | 城之內颯太（千葉翔也）、望月曉光（土田玲央） | 「Look At Me!!」                                                      | 電視動畫《花樣滑冰Stars》相關歌曲      |
| 9月22日  | Knights「Mystic Fragrance」偶像夢幻祭!! ES偶像歌曲 season2                            | Knights                                      | 「Mystic Fragrance」 「Castle of my Heart」                           | 遊戲《偶像夢幻祭!!》相關歌曲           |
| 11月24日 | STAr(s)！/Thank(s) for You                                                            | STAr(s)！                                    | 「STAr(s)！」 「Thank(s) for You」                                    | 《Prince letter(s)！來自偶像》相關歌曲 |
| 12月22日 | Go My Own Way                                                                         | VS AMBIVALENZ                                | 「Go My Own Way」 「Restart」 「it's you！」                          | 《VS AMBIVALENZ》相關歌曲              |
| 2022年   |                                                                                       |                                              |                                                                       |                                        |
| 1月22日  | 偶像夢幻祭!! FUSION UNIT SERIES 06 流星隊 × Knights                                   | 流星隊、Knight                               | 「青春Emergency」                                                     | 遊戲《偶像夢幻祭!!》相關歌曲           |
| 1月22日  | 偶像夢幻祭!! FUSION UNIT SERIES 06 流星隊 × Knights                                   | Knights                                      | 「FUSIONIC STARS!!」                                                  | 遊戲《偶像夢幻祭!!》相關歌曲           |
| 3月30日  | PreOrder                                                                              | VS AMBIVALENZ-Team 80'                       | 「愛の歌」                                                            | 《VS AMBIVALENZ》相關歌曲              |
| 6月22日  | Surprising Thanks!!                                                                   | ES All Stars                                 | 「Surprising Thanks!!」                                               | 遊戲《偶像夢幻祭!!》相關歌曲           |
| 6月29日  | -VSA Musical-                                                                         | VS AMBIVALENZ                                | 「」 「」 「」                                                        | 《VS AMBIVALENZ》相關歌曲              |
| 10月15日 | Still On Journey                                                                      | VS AMBIVALENZ                                | 「Still On Journey」 「Close to you」 「HAPPY GRADUATION」            | 《VS AMBIVALENZ》相關歌曲              |
| 10月26日 | Knights「Coruscate Breeze」偶像夢幻祭!! ES偶像歌曲 season3                            | Knights                                      | 「Coruscate Breeze」 「Surprising Thanks!! (Knights ver.)」           | 遊戲《偶像夢幻祭!!》相關歌曲           |
| 2024年   |                                                                                       |                                              |                                                                       |                                        |
| 6月26日  | Stars' Ensemble！                                                                     | 夢之Dream Stars                              | 「Stars' Ensemble！」                                                 | 遊戲《偶像夢幻祭!!》相關歌曲           |
| 6月26日  | BRAND NEW STARS!!                                                                     | ES All Stars                                 | 「BRAND NEW STARS!!」 「Walk with your smile」                        | 遊戲《偶像夢幻祭!!》相關歌曲           |
| 6月26日  | FUSIONIC STARS!!                                                                      | ES All Stars                                 | 「FUSIONIC STARS!!」                                                  | 遊戲《偶像夢幻祭!!》相關歌曲           |

## 腳註

## 外部連結
- 土田玲央｜81 Produce （日語）
- 土田玲央的X（前Twitter） （日語）
- （日語）—OPENREC.tv（日语：CyberZ）